# Bradeley
Bradeley – wieś w Anglii, w hrabstwie ceremonialnym Staffordshire, w dystrykcie (unitary authority) Stoke-on-Trent. Leży 28 km na północ od miasta Stafford i 221 km na północny zachód od Londynu. Bradeley jest wspomniana w Domesday Book (1086) jako Bradelie.